# Толстоголовка палемон
Толстоголовка палемон, или толстоголовка Палемон (лат. Carterocephalus palaemon) — бабочка семейства толстоголовок.
Видовое название дано в честь Палемона — сына правителя города Орхомена Афаманта и его жены Ино.

## Описание

### Имаго
Размах крыльев составляет 29—31 мм. Верхняя сторона тёмно-коричневого цвета с оранжевыми и золотистыми пятнами. Нижняя сторона оранжевая с белыми пятнами, окантованными чёрным. Имеется выраженный половой диморфизм, самки немного крупнее самцов.

### Гусеница
Длиной до 23 мм, имеет стройное телосложение. Окраска тела светло-зелёная с продольными тёмно-зелёными и белыми полосами. Только в последней стадии развития она становится полностью зелёной. Голова чёрная.

## Распространение
Толстоголовка палемон распространена в Северной Евразии и Северной Америке. Населяет сырые луговины, опушки хвойных и смешанных лесов.

## Питание
Бабочки предпочитают цветы таких растений, как живучка (Ajuga spec.), Hyacinthoides non-scripta, башмачок настоящий (Cypripedium calceolus), герань (Geranium) и др.
Кормовыми растениями гусениц являются различные злаки, Molinia caerulea, Molinia arundinacea, Holcus lanatus, вейник наземный (Calamagrostis epigejos), Brachypodium sylvaticum, Brachypodium pinnatum, Bromus ramosus, Dactylis glomerata, Alopecurus pratensis, Phleum pratense.

## Размножение
В июне—июле бабочки кладут отдельные яйца на листья трав. Гусеница появляется примерно через 10 дней. Она строит себе укрытие, сворачивая лист в трубочку, где проводит время днём, а ночью выходит кормиться. Осенью окрепшие гусеницы строят новое укрытие, где они проводят зиму в спячке. После пробуждения весной гусеницы окукливаются. Через 5—6 недель, в мае—июле, в зависимости от широты, появляются бабочки.